# لانغريو
بلدية لانغريو (بالإسبانية: Langreo) هي بلدية تقع في منطقة أستورياس شمال غرب إسبانيا.

## الديموغرافيا
بلغ عدد سكان بلدية لانغريو 44.737 نسمة عام 2011 (وفقاً للمعهد الوطني للإحصاء الإسباني).
| 50.597 | 49.771 | 47.796 | 46.558 | 45.668 | 45.565 | 44.737 |

## معرض صور

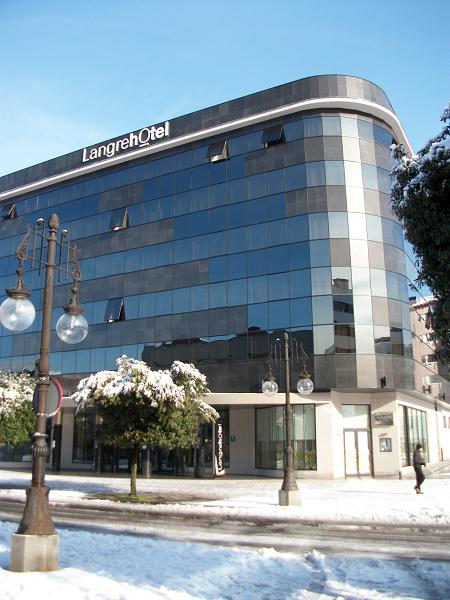
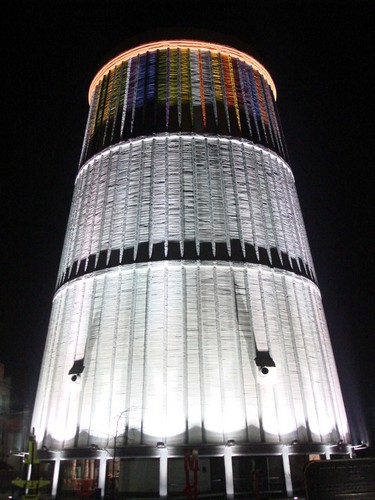
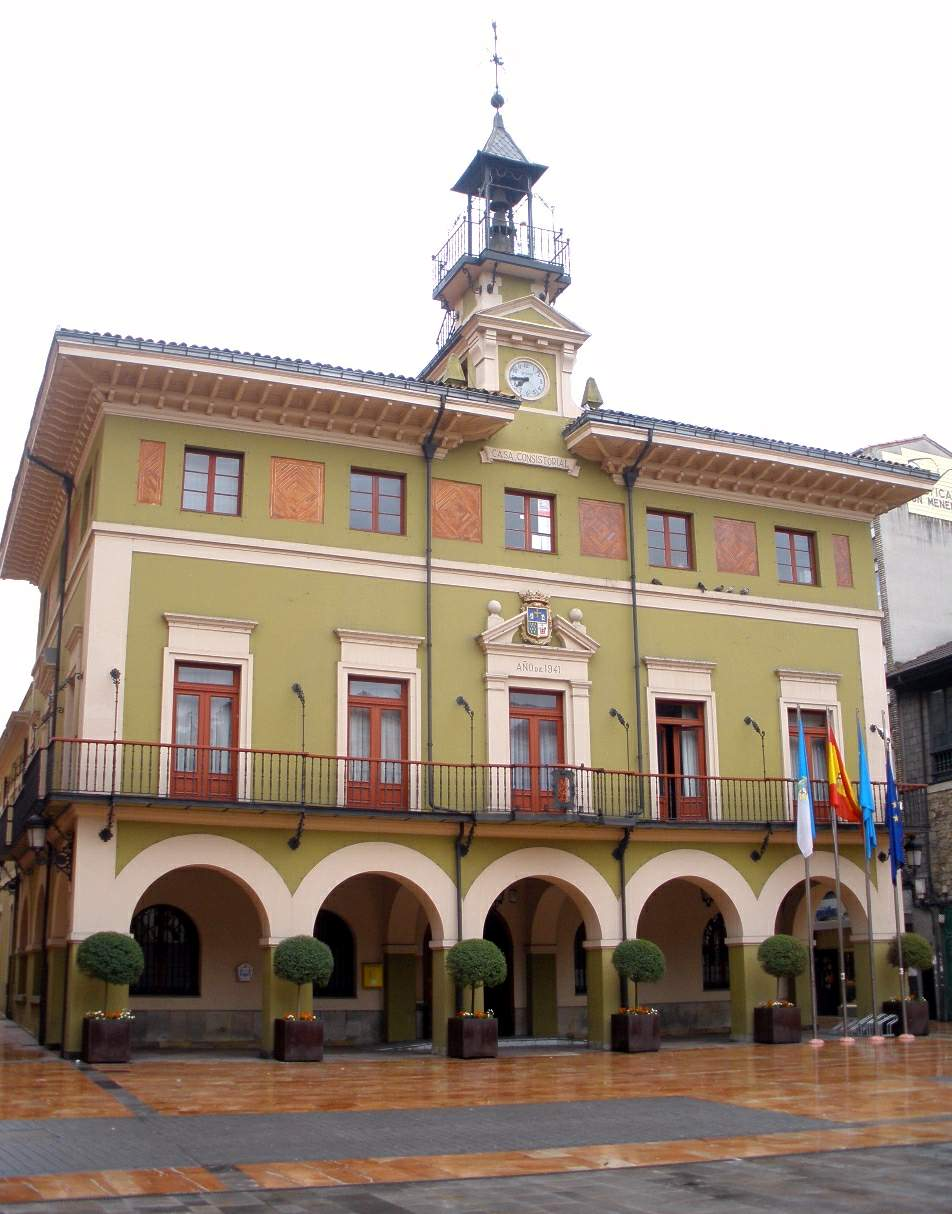
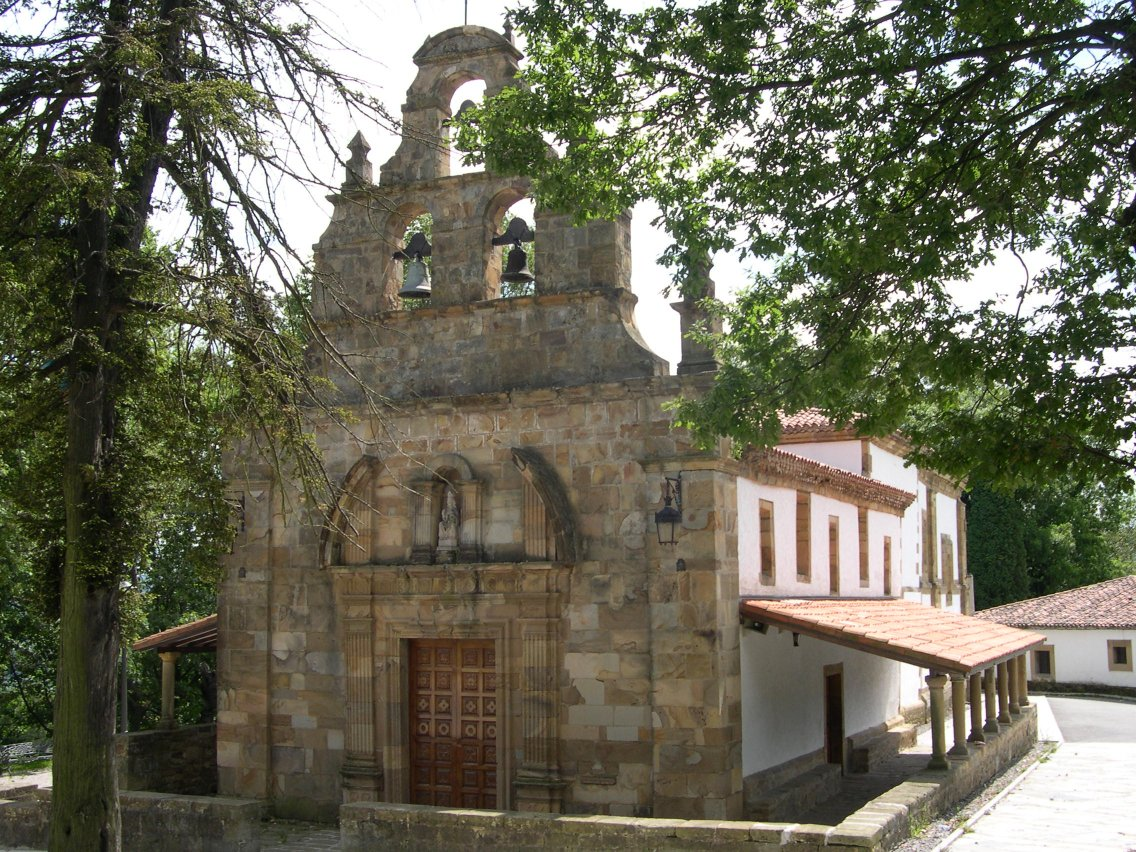
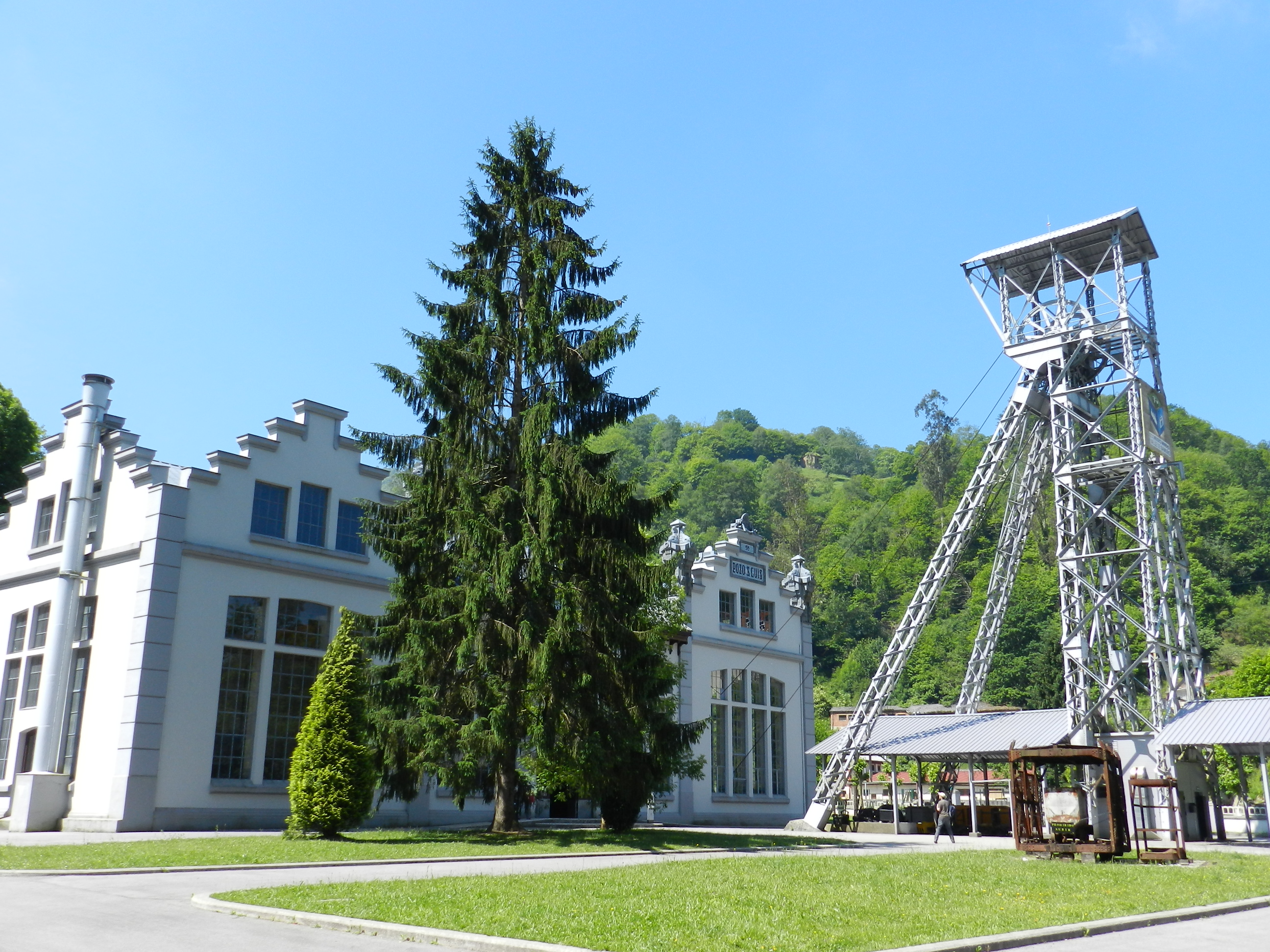
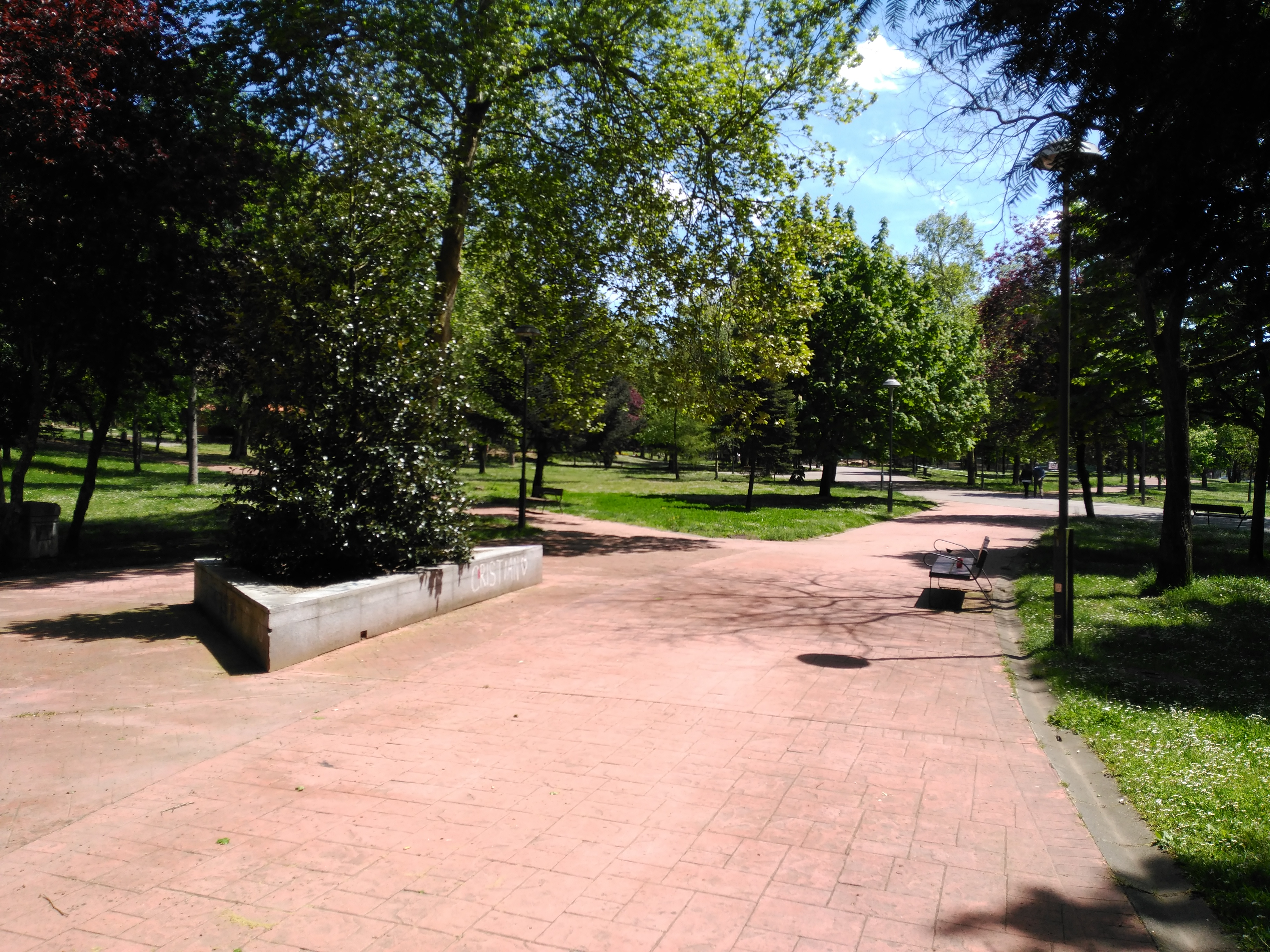

## توأمة
للانغريو اتفاقيات توأمة مع:
- سانتياغو

## أعلام
- إنريكي فرنانديز برادو
- خوسو إجانيا
- بابلو أنتون مارين إسترادا